# Frederik Drejer Erichsen
Frederik Drejer Erichsen (* 7. August 2006) ist ein dänischer Basketballspieler.

## Werdegang
Drejer Erichsen, Neffe des ehemaligen Basketballspielers Christian Drejer, spielte in seinem Heimatland für den Verein SISU in Gentofte und bestritt in der Saison 2023/24 dann mit den Bakken Bears Spiele in Dänemarks höchster Liga, Basketligaen. Er trug zum Gewinn der dänischen Meisterschaft 2024 bei und kam auch zu einem Einsatz im europäischen Wettbewerb ENBL, in dem Bakken in der Saison 2023/24 den Gesamtsieg holte.
Im Sommer 2024 wechselte Drejer Erichsen nach Ulm, um zunächst vornehmlich in der OrangeAcademy in der dritthöchsten deutschen Spielklasse eingesetzt zu werden. Im Februar 2025 wurde der Däne von Ratiopharm Ulms Trainer Ty Harrelson erstmals in der Basketball-Bundesliga aufs Feld geschickt. Im weiteren Verlauf der Saison 2024/25 wurde er mit der Mannschaft Zweiter der deutschen Meisterschaft.
Er ging zur Saison 2025/26 in die Vereinigten Staaten an die Radford University.

### Nationalmannschaft
Im Februar 2024 wurde er erstmals in die dänischen Herrennationalmannschaft berufen und kam kurz darauf in der EM-Qualifikation zum Einsatz.